# Гірницький район
Гірницький район Макіївки — район на півдні міста Макіївка.
Загальне населення — 107 635 осіб (2001 рік) — найбільший за чисельністю населення.
Адміністративно підпорядковані:
- Грузько-Зорянська селищна рада
- Пролетарська селищна рада

## Географія
Річки: Калинова, Балка Гончарова.

## Визначні пам'ятки
- ПК шахтоуправління «Холодна Балка» (вул. Клубна, 1);
- ПК труболиварного заводу імені Куйбишева (вул. Свердлова, 44);
- Дім-музей Людмили (вул. Свердлова, 40);
- Палац культури шахти імені Леніна;
- МАКНІІ;
- Стадіон «Холодна Балка» («Шахтар») (вул. Павлова, 4а);
- Плавальний басейн «Трубник» (вул. Свердлова, 36);
- Спорткомплекс «Жовтневе»: стадіон, плавбасейн «Дельфін» (вул. Керченська);
- Центральний ринок Макіївки («Червоний ринок»);
- «Козацький цвинтар».

## Житлові масиви й селища
- Червоний ринок: безладно забудована територія навколо Червоного ринку
- Рудлікарня
- Берестовка
- Перемога
- Войкове
- Село Макіївка
- Нова Зоря — сел. шахти № 29
- Ломбардо
- Холодна Балка
- Чкалове
- Червона Гірка
- Західна
- Осипенко, неофіц. назва — Постбудка, тому що відповідно до легенди до революції на в'їзді в селище стояла постова будка
- сел. Леніна, неофіц. назва — Нахаловка, тому що територія забудована безладно, самовільно («нахально»), планування відсутнє. Є 4 селища Леніна: Леніна «А» (на початок 2008 р. припинив існувати), Леніна «Б», Леніна «В», Леніна «Г»
- Зелений (9-ти поверхові)
- Мирний (9-ти поверхові)
- Червона Зірка
- сел. Чехова
- сел. Грузьке
- сел. Пролетарське
- сел. Вугляр
- сел. Гусельське
- сел. Котовського

## Основні автомагістралі
- просп. Генерала Данилова
- вул. Свердлова
- вул. Вознесенська
- вул. Панченка
- вул. Автотранспортна
- Донецьке шосе — основна магістраль
- вул. Кірова (Холодна Балка)
- вул. Рєпіна
- вул. Баратинського
- вул. Академічна

## Промислові підприємства й шахти
- Макіївський труболиварний завод імені Куйбишева
- Макіївський стрілочний завод
- ЦЗФ «Пролетарська»
- Шахти ДП «Макіїввугілля»: шахта Холодна Балка, НП «Гірник-95» (в минулому шахта Жовтнева), шахта імені В. І. Леніна (в минулому Пролетарська-Глибока), шахта «Кіровська-Західна», шахта Пролетарська-Крута (закрита, ліквідована), шахта Грузька (закрита, ліквідована), шахта 10-біс (закрита, ліквідована)
- Завод залізобетонних, бетонних виробів і конструкцій (ЗБІК) — повністю зруйнований.

## Міський транспорт
Маршрутні таксі, автобуси.
Донедавна в районі експлуатувалися тролейбуси:
- Маршрут № 1: Дитячий мир (Центрально-Міський район (Макіївка)) — Молокозавод («Зелений»);
- Маршрут № 2: Залізничний вокзал (Кіровський район (Макіївка) — Трубзавод) — зараз тільки до Дитячого світу (Центрально-Міський район (Макіївка));
- Маршрут № 6: Дитячий мир (Центрально-Міський район (Макіївка)) — Шахта «Холодна Балка»;
- Маршрут № 7: Дитячий мир (Центрально-Міський район (Макіївка)) — селище «Об'єднане» (Бавовнопрядильна фабрика — (Радянський район (Макіївка)))

У Гірницькому районі Макіївки маршрути трамваїв пролягали ще у 60-х роках. Маршрут № 2 пролягав із центру до трубозаводу.
Гірник-95 вже тривалий час є приватною шахтою і не входить до складу Макіїввугілля. 31.10.2009

## Залізничні станції й зупинки
Станції
- Макіївка-Вантажна;
- Мишино;
- Калинова.

Зупинні пункти
- 14 км;
- 5 км;
- Лівенка;
- Рясне.

## Населення
За даними перепису 2001 року населення району становило 107564 особи, із них 10,92 % зазначили рідною мову українську, 87,62 % — російську, 0,13 % — білоруську, 0,1 % — циганську, 0,06 % — вірменську, 0,02 % — молдовську, 0,01 % — польську та грецьку, а також болгарську, гагаузьку, німецьку, румунську та єврейську мови.